# Éric Le Boucher
Pour les articles homonymes, voir Le Boucher (homonymie).
Éric Le Boucher, né le 26 mai 1950 à Paris, est un journaliste français. Cofondateur du magazine en ligne Slate, il travaille pour Le Monde, Les Échos et L'Opinion.

## Formation
Eric Le Boucher a fait ses classes préparatoires au lycée Louis le Grand (Paris). Il est diplômé de l'Institut de statistique de l'université de Paris, titulaire d'un DEA de gestion et d'un doctorat d'économie, tous deux obtenus à l'université Paris-Dauphine.

## Carrière professionnelle
Il est économiste à l’Institut de recherche et d’information socio-économique (IRIS) entre 1975 et 1979, avant de débuter comme journaliste à L'Usine Nouvelle (1979-1982), puis au Matin de Paris  (1982).
Il entre ensuite au Monde en 1983, où il est successivement ou simultanément journaliste (1983-1987), chef adjoint du service économique (1987), correspondant à Francfort (1991-1994), rédacteur en chef (1995-2008), chef du service Entreprises (1995-1998), chef du service International (1998-2000), éditorialiste (2000-2008), chroniqueur économique. Il fut membre du comité de rédaction du mensuel Le Monde 2 (2000).
Il est directeur de la rédaction du mensuel Enjeux-Les Echos de 2008 à 2011.
Il est chroniqueur régulier sur Radio Classique.
Il présente l'édito économique vers 6 h 50 sur Europe 1, à la suite des modifications de grille après le départ de Marc-Olivier Fogiel de la matinale d’Europe 1 en février 2011 et reprend ce créneau depuis la rentrée 2011 dans la pré-matinale d'Emmanuel Maubert.
Il tient également une chronique à L'Opinion.
A reçu le prix Louis Hachette pour la presse écrite (2005) et le prix Ernest Thorel de l’Académie des sciences morales et politiques (2006).

## Prises de position
Dans sa chronique hebdomadaire d’analyse économique du quotidien Le Monde, il développe une analyse critique du modèle économique français. Il le considère comme inadapté à la situation économique contemporaine et appelle de ses vœux une refonte de ce modèle. Il écrit ainsi dans Économiquement incorrect : « le « modèle social » français date des années 1960 et de la grande industrie. Il est incapable de répondre, malgré son coût très élevé, aux défis des nouvelles précarités et des nouvelles insécurités. […] [Il est] manifestement en échec ». Il a également été critique de la politique menée par Jacques Chirac, « un roi fainéant ». Il juge que sa politique a été celle de l'immobilisme et a retardé les réformes nécessaires comme celles favorisant l'augmentation de la productivité ou  l'immigration.
Éric Le Boucher est favorable à l'immigration. Il parle ainsi de « bienfaits de l'immigration » et soutient que l'arrivée des immigrés devrait pousser les salaires des Français vers le haut.
Pour l'hebdomadaire Marianne, Éric Le Boucher livre dans sa chronique pour l'Opinion un « concentré chimiquement pur de centrisme autoritaire ». Ainsi, au sujet du mouvement des Gilets jaunes, Éric Le Boucher se demande, ironiquement, « en cette ère de grand infantilisme […], comment éduquer le peuple et le 'corriger de ses idées folles et inconsidérées' ? » et renouvelle sa confiance dans le chef de l’État : « Emmanuel Macron a une réponse d’ensemble, il s’est présenté pour cela, il la met en œuvre : tirer la France vers le haut par sa compétitivité et par une amélioration des compétences. »
Lors de la pandémie de Covid-19 en France, il défend le confinement mais évoque une critique:  si « la préservation de la vie est un principe sacré », le « retour au travail est aussi une valeur humaine; l'autre solution serait la stratégie de l’immunité collective et accepter les morts qui vont avec. »,Cette tribune écrite pour débattre des conséquences du confinement est titrée « Coronavirus : tout ça pour des vieux blancs malades ! ». Elle est commentée par quelques médias,,.

## Membre d'institutions économiques
Il a été membre de la Commission pour la libération de la croissance française dite « Commission Attali » qui a remis son rapport en janvier 2008. Il est également membre puis président du Codice, Conseil pour la Diffusion de la Culture Economique, créé en 2006 pour apporter des solutions à la méconnaissance de l'économie par les Français.
Il est nommé par décret du 6 novembre 2010 au Centre d'études prospectives et d'informations internationales.